# Eikefjords kommun
Eikefjords kommun (norska: Eikefjord kommune) var en kommun i Sogn og Fjordane fylke i västra Norge. Kommunen omfattade ett område i den sydöstra delen av nuvarande Kinns kommun. Tätorten Eikefjord utgjorde kommunens centralort.

## Administrativ historik
Eikefjords kommun upprättades den 1 januari 1923 genom utbrytning ur dåvarande Kinns kommun. Kommunen hade 929 invånare vid upprättandet.
Den 1 januari 1964 gick Eikefjords kommun, tillsammans med kommunerna Florø och Kinn samt delar av kommunerna Bru, Bremanger och Vevring, upp i den då nybildade Flora kommun. Kommunens hade då 919 invånare.
Området utgör sedan den 1 januari 2020 en del av nya Kinns kommun.